# Collinsia parryi
Collinsia parryi är en grobladsväxtart som beskrevs av Asa Gray. Collinsia parryi ingår i släktet collinsior, och familjen grobladsväxter. Inga underarter finns listade i Catalogue of Life.